# Гелиопсис подсолнечниковидный
Гелиопсис подсолнечниковидный (лат. Heliopsis helianthoides) — вид цветкового растения семейства Астровые (Asteraceae), известный под обиходным названием ложный подсолнух. Он произрастает в восточной и центральной части Северной Америки от Саскачевана на восток до Ньюфаундленда и на юг до Техаса, Нью-Мексико и Джорджии.   
Heliopsis helianthoides — корневищное травянистое многолетнее растение высотой 40–150 см. Зубчатые листовые пластинки имеют форму от овальной до треугольной или ланцетной формы и могут быть гладкими, опушёнными или шероховатыми по текстуре. Цветки образуются с середины лета до начала осени. Соцветие содержит от одной до многих сложных цветочных головок. Каждая головка содержит жёлтые лучевые соцветия, которые обычно длиной 2–4 см. Лучи плодовитые, с небольшим раздвоенным пестиком у основания; это отличает их от настоящих подсолнухов. В центре много жёлтых или коричневатых дисковых соцветий. Плод — семянка длиной около 5 мм. 
В дикой природе H. helianthoides можно найти в лесных районах и высокотравных прериях, а иногда и вдоль обочин дорог. 
Это популярное садовое растение для влажной, плодородной почвы на полном солнце. Растения вырастают жесткими и высокими, поэтому может потребоваться подвязка. Доступны несколько сортов с цветками разных цветов и оттенков. К ним относятся «Летнее солнце», «Золотой шлейф» и «Закат в прериях». Следующие сорта H. helianthoides var. scabra («грубый») получили награду Королевского садоводческого общества за заслуги перед садом:
- 'Benzinggold'[11]
- 'Light of Loddon'[12]
- 'Loraine Sunshine'='Helhan'[13]
- 'Sonnenglut'[14]
- 'Spitzentänzerin'[15]
- 'Waterperry Gold'[16]